# Apeadero de São Matias
El Apeadero de São Matias, también conocido como Estación de São Matias, fue una plataforma ferroviaria de la Línea del Alentejo, que servía a parroquias de São Matias, en el Distrito de Beja, en Portugal.

## Historia

### Inauguración
Este apeadero se encuentra entre las Estaciones de Vendas Novas y Beja de la Línea del Alentejo, que entró en servicio el 15 de febrero de 1864.